# Jonny Hoff
Johannes „Jonny“ Hoff (* 1993 in Magdeburg) ist ein deutscher Schauspieler.

## Leben
Der in Magdeburg geborene Jonny Hoff wuchs in Hannover auf, wo er erste Erfahrungen mit dem Theater sammelte. 2010 und 2011 wirkte er bei den Jugenprojekten Neverland und Coraline am Schauspiel Hannover mit. Es folgte ein vierjähriger Aufenthalt in Wien, wo er Teil des Burgtheaters Wien (Junge Burg) war. Es entstanden Arbeiten mit Alexander Wiegold, Matthias Hartmann und Cornelia Rainer. In Peter Raffalts Ich sehe was, was du nicht siehst – Don Quijote Inszenierung spielte er die Titelfigur. Zwischenzeitlich begann er in Wien ein Studium der Kunstgeschichte. Zwischen 2016 und 2020 absolvierte er ein Schauspielstudium an der Folkwang Universität der Künste. Während seiner Studienzeit spielte er 2019 am Schauspiel Köln in Die Verdammten (Regie: Ersan Mondtag) und am Schauspielhaus Bochum in Philipp Beckers Was Glänzt. 2018 wurde Das Internat in der Regie von Ersan Mondtag am Theater Dortmund zum Berliner Theatertreffen eingeladen. Es folgte die Arbeit werther.live in der Regie von Cosmea Spelleken, die überregional und international gut besprochen wurde. Sie wurde zu Theaterfestivals eingeladen und für Theaterpreise nominiert.
Hoff wohnt in Bochum.

## Theater (Auswahl)
- 2010: Neverland, Regie: Robert Lehniger, Schauspiel Hannover
- 2011: Coraline, Regie: Hanna Müller, Schauspiel Hannover
- 2012: INVASION!, Regie: Alexander Wiegold, Burgtheater Wien
- 2012: Ego Shooter, Regie: Peter Raffalt, Burgtheater Wien
- 2013: Der böse Geist Lumpazivagabundus, Regie: Matthias Hartmann, Burgtheater Wien/Salzburger Festspiele
- 2014: Mendy – das Wusical, Regie: Peter Raffalt, Burgtheater Wien
- 2014: Ich sehe was, was du nicht siehst – Don Quijote, Regie: Peter Raffalt, Burgtheater Wien[3]
- 2015: Pünktchen & Anton, Regie: Cornelia Rainer, Burgtheater Wien
- 2015: NICHTS. Was im Leben wichtig ist, Regie: Gabriela Gillert, Staatstheater Meiningen
- 2018: Das Internat, Regie: Ersan Mondtag, Theater Dortmund
- 2019: Was Glänzt, Regie: Philipp Becker, Schauspielhaus Bochum[14]
- 2019: Die Verdammten, Regie: Ersan Mondtag, Schauspiel Köln[15]
- 2020: At, AT, aT – Was hält unsere Liebe aus, Regie: Jonny Hoff und Adrian Linz, Folkwang UdK
- 2020: Die Walküre Fritz, Regie: T. B. Nilsson & Julian Eicke, Schauspiel Köln
- 2020: werther.live, Regie: Cosmea Spelleken, Freies Digitales Theater[16]

## Auszeichnungen
- 2019: Einladung vom Berliner Theatertreffen mit Das Internat
- 2019: Förderpreis beim Schauspielschultreffen für Was glänzt
- 2020: Deutscher Multimediapreis für werther.live[12]
- 2021: Eingeladen zum Nachtkritik-Theatertreffen mit werther.live
- 2021: Nominiert fürs Berliner Theatertreffen mit werther.live
- 2021: Nominiert für den Nestroy-Theaterpreis mit werther.live[11]